# Diawling nationalpark
Diawling nationalpark är en nationalpark i regionen Trarza i södra Mauretanien vid Senegalflodens delta och har en yta om 15 600 hektar. Diawling National Park ligger 3 meter över havet.